# Solteo-Sportpark-Fußballstadion
Das Solteo-Sportpark-Fußballstadion (kor. 솔터체육공원 축구장) ist ein Fußballstadion in der südkoreanischen Stadt Gimpo, Provinz Gyeonggi-do. Errichtet wurde das Stadion von Mitte 2015 bis Oktober 2020. Das Fußballfranchise Gimpo FC nutzt das Stadion seit seiner Eröffnung als Heimspielstätte.